# No Man's Cot Cemetery
No Man's Cot Cemetery is een Britse militaire begraafplaats met gesneuvelden uit de Eerste Wereldoorlog, gelegen in het Belgische dorp Boezinge (Ieper). De begraafplaats werd ontworpen door William Cowlishaw en wordt onderhouden door de Commonwealth War Graves Commission. Ze ligt 3,5 km ten noorden van Ieper en 3 km ten zuidoosten van de kerk van Boezinge. Het ommuurde terrein heeft een rechthoekige vorm met een oppervlakte van 375 m². Het Cross of Sacrifice staat centraal langs de oostelijke muur. De begraafplaats is vanaf de weg bereikbaar langs een 130 m lang graspad. 
Er liggen 79 doden begraven waaronder 2 niet geïdentificeerde.

## Geschiedenis
De begraafplaats is genoemd naar een nabijgelegen gebouw dat bijna de hele oorlog in het niemandsland lag. De 51th (Highland) Division startte met de aanleg ervan na de verovering van deze locatie op 31 juli 1917. Ze werd gebruikt tot maart 1918. Er liggen 79 Britten begraven (waarvan er 2 niet geïdentificeerd konden worden). Onder hen zijn er 55 die sneuvelden op die beruchte 31ste juli.
In 2009 werd de begraafplaats als monument beschermd.

### Onderscheiden militair
- J. Wallace, compagnie sergeant-majoor bij de Black Watch (Royal Highlanders) werd onderscheiden met de Military Medal (MM).